# Jean Commère
Jean Commère, né à Paris le 5 avril 1920 et mort à Saint-Mathurin-sur-Loire (Maine-et-Loire) le 22 octobre 1986, est un peintre, aquarelliste, dessinateur, graveur et illustrateur français.

## Biographie
En 1936, Jean Commère est admis à l'école des beaux-arts d'Angers, puis il entre à l'École des beaux-arts de Paris deux ans plus tard, dans l'atelier du sculpteur Jean Boucher. À partir de 1936, il participe à de nombreuses expositions collectives en France et à l'étranger.
Le 11 novembre 1940, il est emprisonné pour avoir manifesté pour l'arrestation de Paul Langevin. Libéré en 1941, il rejoint sa famille en Anjou où il est en résidence surveillée.

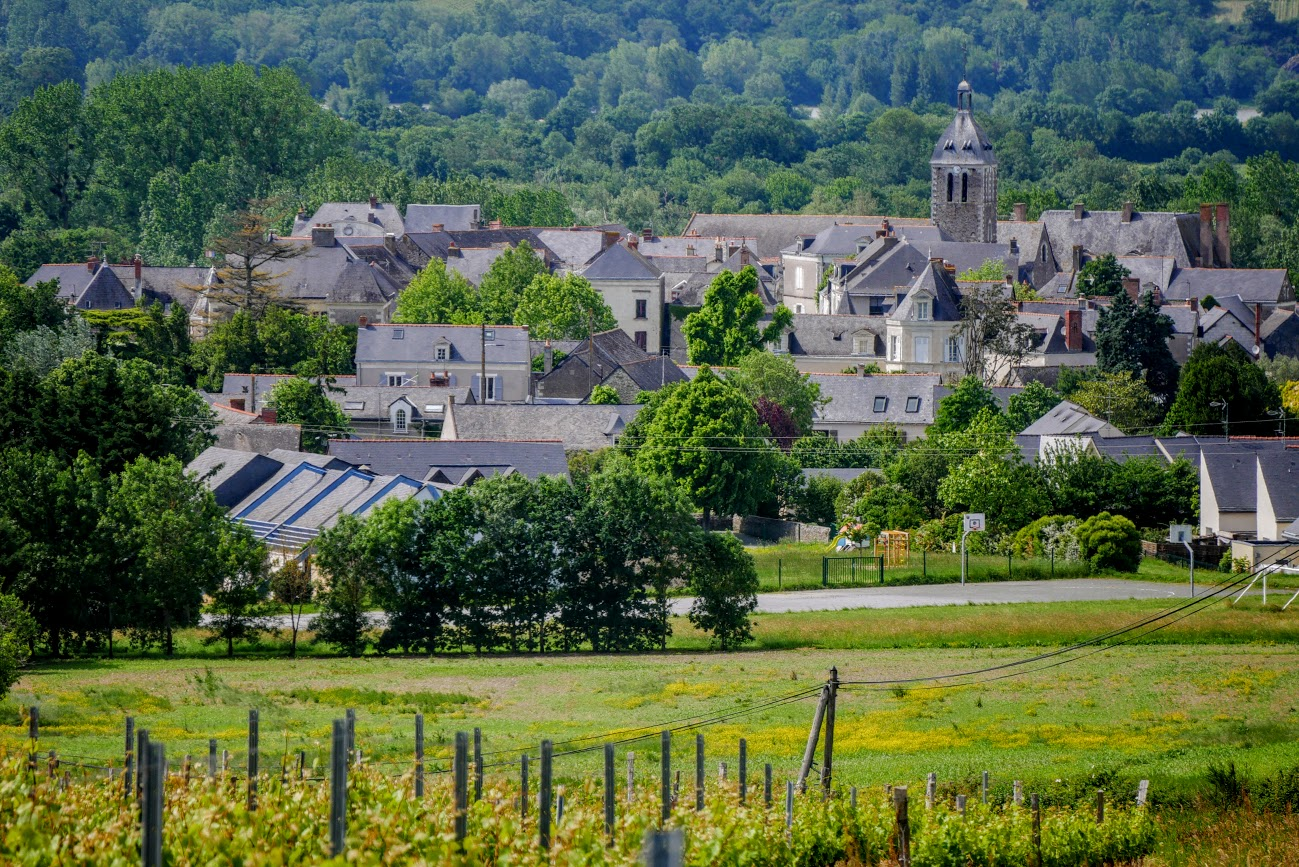
Denée (Maine-et-Loire)

Il effectue un séjour en Bretagne durant les années 1947-1948 (il s'installe alors pendant quatre années à Denée (Maine-et-Loire)), où il peint des scènes de port et des femmes bretonnes. En 1951 se déroule sa première exposition particulière à Paris à la galerie Monique de Groote. Il obtient, en partage avec Michel Rodde, le grand prix Othon-Friesz pour son tableau Inondations à Denée en 1952. Évoquant le misérabilisme de Bernard Buffet et les jeunes peintres qui lui sont contemporains, Bernard Dorival situe alors Jean Commère, « avec Gabriel Dauchot, Roger Lersy, Maurice Verdier et Raymond Guerrier, parmi les champions les plus remarqués de cet expressionnisme ». Son confrère Michel Ciry restitue qu'il est peintre en plein air : « c'est sur le motif que cet admirable dessinateur réalise ses évocations frémissantes où l'air, l'eau et la terre se trouvent suggérés avec une très efficiente économie de moyens qui est l'apanage des maîtres ».
Jean Commère crée le rideau de scène, les décors et les costumes du Concerto aux Étoiles de Béla Bartók à l'Opéra de Paris en 1955. Il brosse les portraits d'Yves Montand et de Simone Signoret pour Les sorcières de Salem en 1956. En 1957, sa toile Le vel d'hiv est acquise par la ville de Paris.
Commère est nommé Chevalier des Arts et des Lettres en 1958 et participe la même année à la Biennale de Venise. Il en sera promu officier du même ordre en 1979.

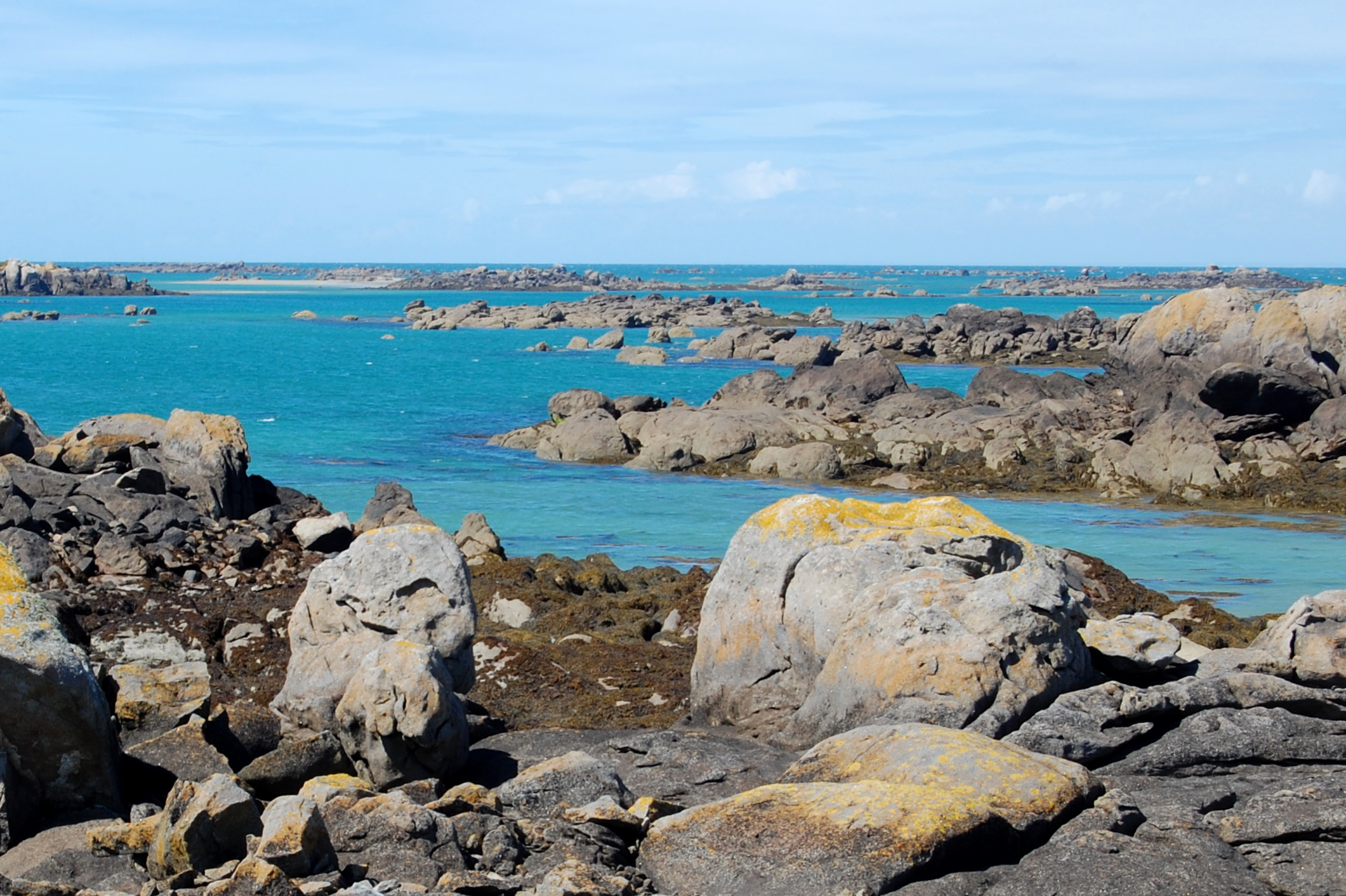
Îles Chausey

Il séjourne aux Îles Chausey où il peint des marines de 1959 à 1980. En 1971, la galerie Philippe Reichenbach lui offre une première rétrospective à New York. Il gagne de nombreux prix (prix de la critique, prix du Salon des peintres témoins, prix de la Biennale de Deauville, prix Francis Smith…).
Il retourne dans sa région natale d'Anjou au début des années 1980. En 1983, il exécute une peinture murale d'une longueur de 9,50 m sur le thème du cirque pour le Centre des congrès d'Angers. En 1984, la ville d'Angers offre au pape Jean-Paul II une Descente de croix de Commère.
Marié en 1947 à Suzanne (dite "Suzette") Barbier, il achète en 1954 une maison en Brie au Plessis-Feu-Aussoux (Seine-et-Marne). Il y peint des paysages, des natures mortes, des scènes familiales, une série de Madones. Suzanne, maire du Plessis-Feu-Aussoux de 1965 à 1971, meurt au Plessis en juillet 1986. Jean Commère met fin à ses jours en octobre de la même année.

## Œuvres

### Fresques murales
- Lycée Chevrollier, Angers, La visite du chantier.
- Palais des congrès d'Angers, Le cirque.

### Contributions bibliophiliques
- Virgile (traduction d'André Berry), Géorgiques vingt-huit lithographies originales de Commère, Éditions Pierre de Tartas, 1954.
- Routes et chemins avec Jean Giono et cinquante-six peintres témoins de leur temps (préface de Jean Giono), 56 illustrations par 56 peintres dont Commère, tirage de 2 000 exemplaires, Éditions des Peintres témoins de leur temps, 1961.
- Virgile (traduction d'André Berry), Les Bucoliques, vingt-trois eaux-fortes originales de Commère, Éditions Pierre de Tartas, 1962.
- André Flament, L'événement par soixante peintres - Édition des peintres témoins de leur temps à l'occasion de leur XIIe exposition au Musée Galliera, enrichi de vingt lithographies originales éditées par Fernand Mourlot et signées, dont Yvette Alde, Roger Bezombes, Yves Brayer, Jean Carzou, Michel Ciry, Jean Commère, François Desnoyer, Roger Lersy, Kostia Terechkovitch, Gabriel Zendel..., Éditions du Musée Galliera, 1963.
- Ernest Hemingway (traduction de Maurice Duhamel), Les Neiges du Kilimandjaro et autres nouvelles, lithographies originales de Commère, Éditions André Sauret, 1964.
- J.-A. Clamart (préface de Maurice Genevoix), Chasse, dix-sept gravures sur bois par Commère, 310 exemplaires numérotés, 1964.
- Jean de la Varende, Vénerie, dix-huit lithographies originales de Commère, Éditions Pierre de Tartas, 1966.
- Maurice Genevoix, La dernière harde, illustrations de Commère, Éditions Rombaldi, 1967.
- Claude Aveline, Yves Berger, Luc Decaunes, François Nourissier, Marguerite Duras, René de Obaldia, Marcel Béalu, Jacques Brosse, Robert Marteau, Armand Lanoux, Louise de Vilmorin, Claude Roy, Robert Ganzo, Lucien Becker, Pierre-Albert Birot, Jean Blanzat, Michel Butor, Guilherme Figueiredo, Alain Bosquet et Pierre Mac Orlan, Variations sur l'amour, lithographies originales de Georges Rohner, Maurice-Élie Sarthou, Jules Cavaillès, Michel Rodde, André Minaux, Pierre-Yves Trémois, Leonor Fini, Leonardo Cremonini, Paul Guiramand, Blasco Mentor, Édouard Georges Mac-Avoy, Marcel Mouly, Édouard Pignon, Jean Commère, Ossip Zadkine, Lucien Coutaud, André Masson, Félix Labisse, Yves Brayer et André Planson, 190 exemplaires numérotés, Club du Livre / Philippe Lebaud, Paris, 1968.
- Colette, Pour un herbier, lithographies originales de Commère, 311 exemplaires numérotés, Éditions Pierre de Tartas, 1972.
- Jacques Perret, Rôle de Plaisance, neuf lithographies originales de Commère, Éditions André Sauret, 1972.
- Jean Giono, Œuvres, dix volumes, illustrations hors texte de Louis Berthomme Saint-André, Alain Bonnefoit, Maurice Buffet, Jacques Van den Bussche, Jannick Carron, Jean Carzou, Jean Cluseau-Lanauve, Jean Commère, André Dunoyer de Segonzac, Jean Le Guennec, Charles Guillaud, Pierre Lelong, Daniel Lourradour, Serge Markó, Jacques Pecnard, Gaston Sébire, Aimé Daniel et Jean-Baptiste Valadié, 1 750 exemplaires numérotés, Éditions Pierre de Tartas / Gallimard, 1974-1976.
- Salve Regina, trente-six lithographies originales de Commère, Éditions Pierre de Tartas, 1977.

## Expositions

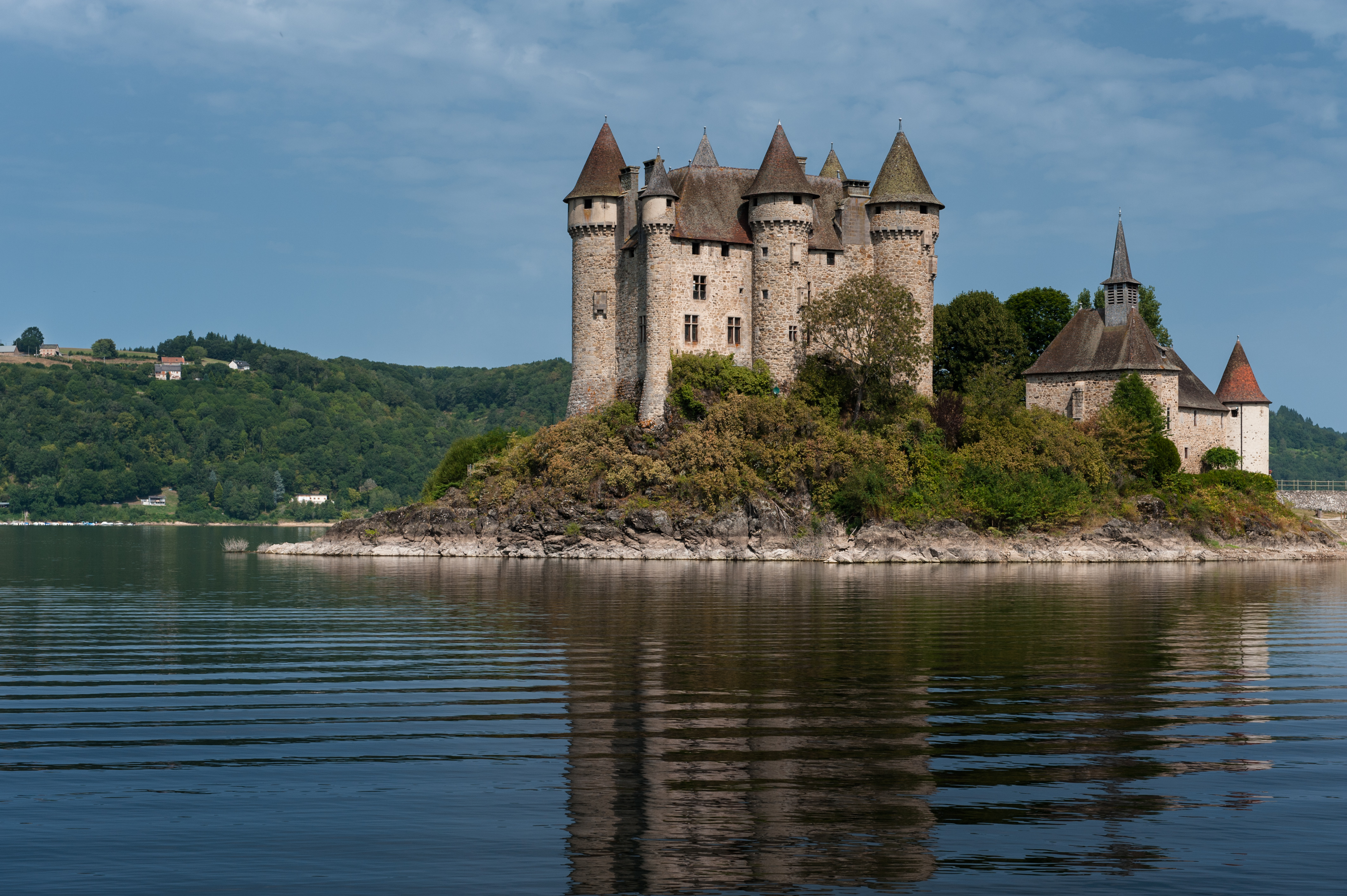
Château de Val, Lanobre

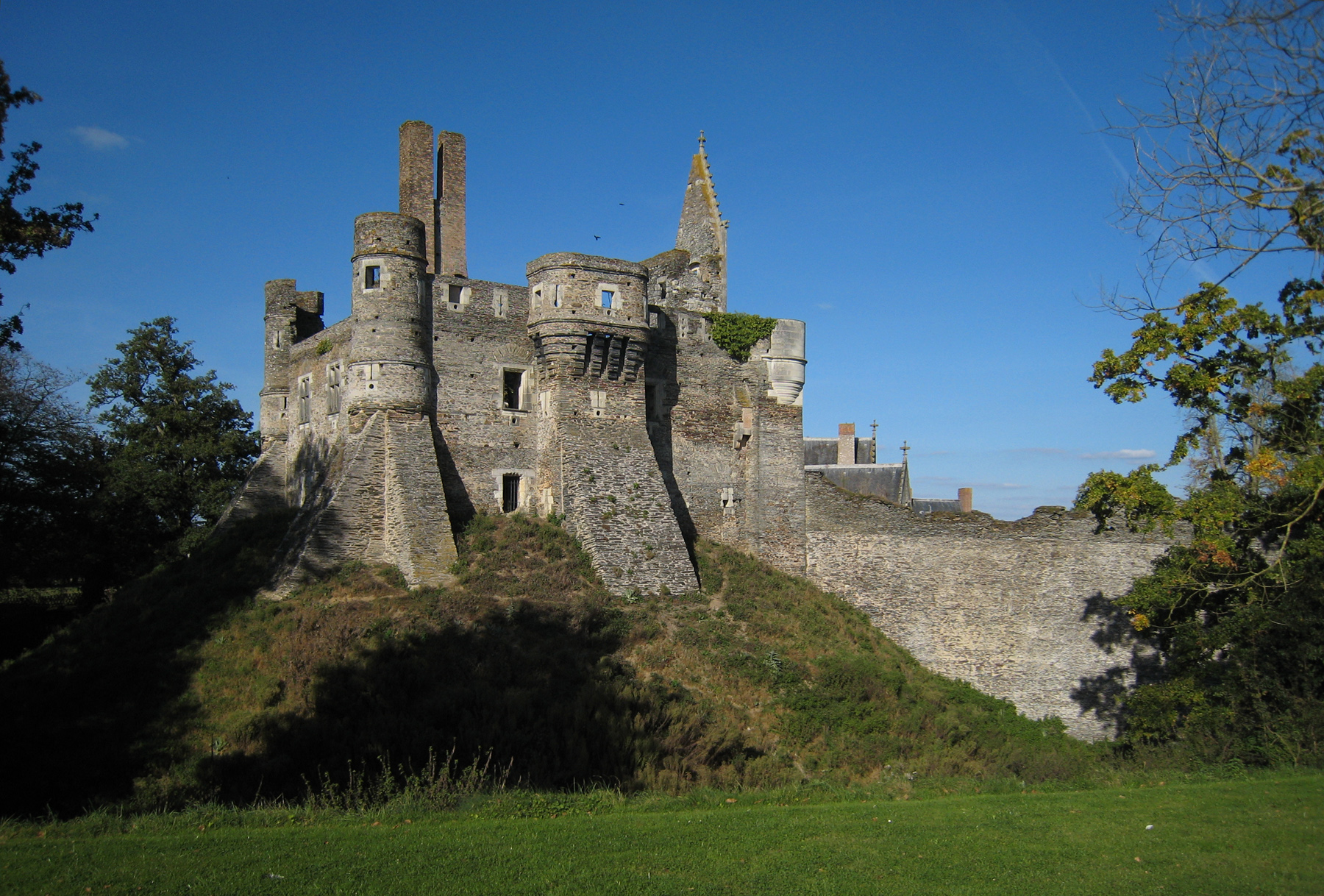
Château du Plessis-Macé

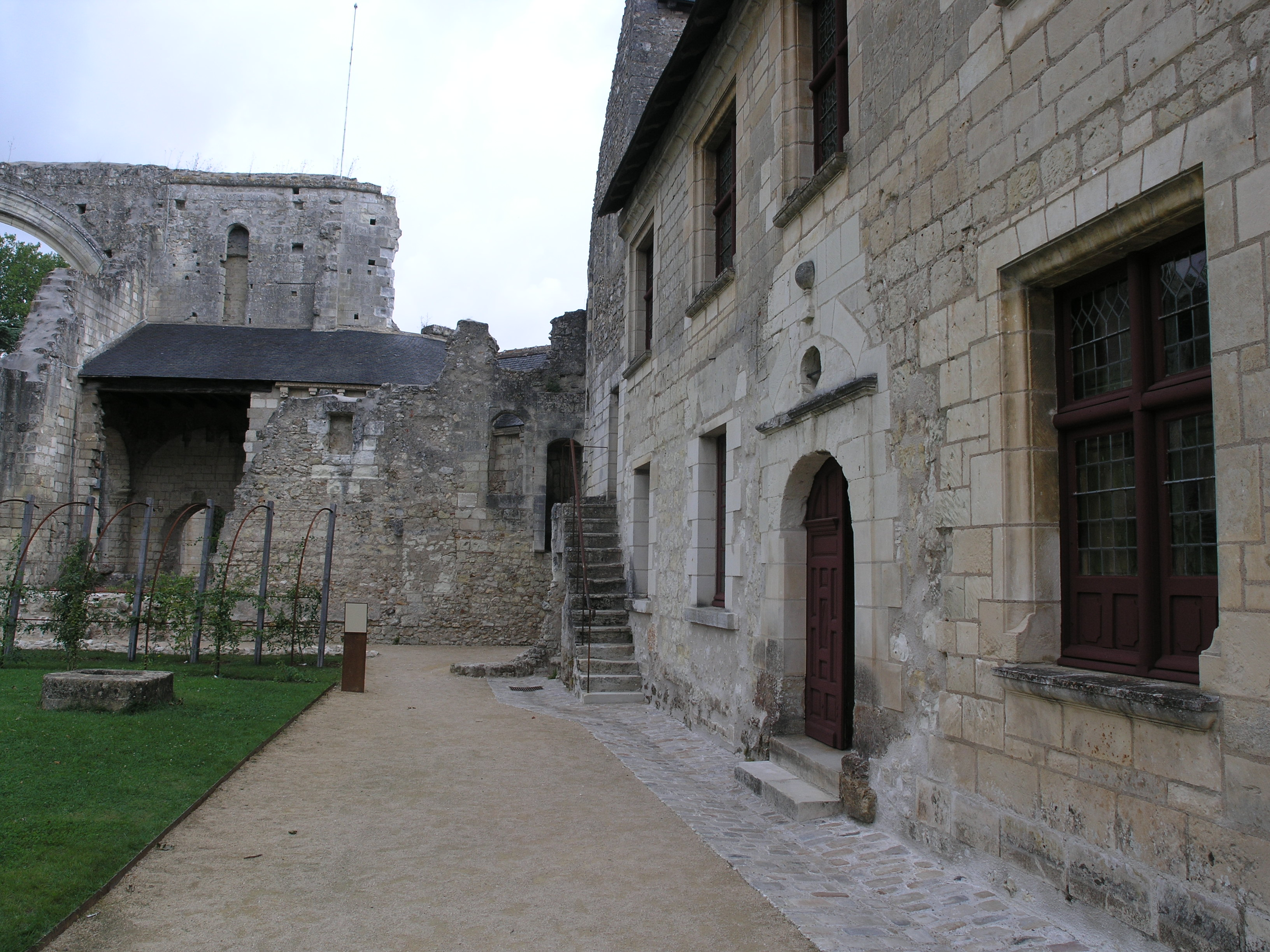
Prieuré Saint-Cosme de Tours, La Riche

### Expositions personnelles
- Librairie des Éditions de l'Ouest, Angers, 1942.
- Galerie la Station bleue, Angers, 1947, 1949, 1950.
- Galerie Monoïcos, Monaco, 1949.
- Galerie Pascaud, Paris, 1951.
- Galerie Monique de Groote, Paris, 1951, 1953, 1955, 1956, novembre 1957 (Cent cinquante dessins et aquarelles)[6],[7].
- Galerie Lamoureux, Angers, 1952.
- Galerie Athena, Genève, 1957.
- Galerie David et Garnier, Paris, mai-juin 1961.
- Lefevre Gallery, 1961, 1970.
- Galerie Philippe Reichenbach, Paris, 1962, 1963, 1964, 1965, 1967.
- Galerie Philippe Reichenbach, New York, 1971.
- Galerie Maurice Garnier, Paris, 1972, 1974, 1976.
- L'œuvre graphique de Jean Commère, Commanderie des Templiers, Coulommiers, 1973.
- Galerie Alain Daune, Paris, 1980, 1981, 1982.
- Château de Val, Lanobre, été 1981.
- Jean Commère et la Loire, Galerie Guigné, Paris, 1985.
- Musée du Luxembourg, Paris, 1987.
- Hommage à Jean Commère, Moulin de Vauboyen, Bièvres, novembre 1987.
- Jean Commère, quarante ans de peinture, hôtel de ville d'Angers, 1981, août-septembre 1988.
- Centre Paul-Gauguin, Pont-Aven, 1989.
- Galerie de Crécy, Crécy-la-Chapelle, 1989, 2005, 2007, 2008, mai-juillet 2010.
- Jean Commère - soixante-quatre œuvres sur papier, Galerie Guigné, Paris, avril-mai 1990[8].
- Hommage à Jean Commère, chapelle des Dames blanches, La Rochelle, 1995.
- Château du Plessis-Macé, 1996.
- Prieuré Saint-Cosme de Tours, La Riche, 1997.
- Rétrospective Jean Commère, Musée Bossuet, Meaux, 2005.
- Jean Commère - Scènes de vie, Grand théâtre d'Angers, juillet-septembre 2016[9].

### Expositions collectives
- Fleurs - Vingt-cinq jeunes peintres : Tony Agostini, Paul Aïzpiri, Richard Bellias, Bernard Buffet, Jean Commère, Roger Lersy, Jean Navarre, Michel Patrix, Paul Rebeyrolle, Gaston Sébire, Andrés Segovia…, Galerie Visconti, Paris, juin 1953.
- Salon des peintres témoins de leur temps, Musée Galliera, Paris, à partir de 1953.
- Salon des indépendants, Paris, à partir de 1953[10].
- La mer vue par trente jeunes peintres, Galerie Visconti, Paris, juin 1954.
- Salon d'automne, Paris, 1954[11].
- Portraits par trente jeunes peintres, Galerie Visconti, Paris, juin 1955.
- Biennale Jeune Peinture - Jeune Sculpture, Musée des arts décoratifs, Paris, avril-mai 1957.
- Festival mondial de la jeunesse et des étudiants, Moscou, juillet-août 1957.
- Biennale de Venise, 1958.
- Biennale de la jeune peinture contemporaine, Bruges, 1958.
- De Gauguin à nos jours, la peinture française contemporaine, Varsovie, 1959.
- Œuvres offertes par les artistes français et de divers pays - Bernard Buffet, Jean Commère, Géula Dagan, Pierre Garcia-Fons, Robert Lapoujade, André Minaux, Yvonne Mottet, Roland Oudot, Michel Patrix, Pablo Picasso, Édouard Pignon, Paul Rebeyrolle, Henry de Waroquier, Jean Weinbaum, Claude Weisbuch, Conférence d'Europe occidentale pour l'amnistie aux prisonniers et exilés politiques espagnols, Maison de la pensée française, Paris, avril-mai 1961[12].
- Salon des amis des arts, Angers, Jean Commère et Isis Kischka invités d'honneur, novembre-décembre 1961.
- Grand maîtres, petits formats - Pierre Bonnard, Philippe Cara Costea, Jean Commère, Henri-Edmond Cross, Honoré Daumier, André Derain, Charles Despiau, Charles Dufresne, Raoul Dufy, André Dunoyer de Segonzac, Georges Feher, Tsugouharu Foujita, Édouard Goerg, Jean Jansem, Charles Marcon, André Marchand, Henri Matisse, André Minaux, Alain Mongrenier, Roger Mühl, Jules Pascin, Pierre-Auguste Renoir, Georges Seurat, Paul Signac, Maurice de Vlaminck, Jacques Van den Bussche Galerie Jean-Claude Bellie, Paris, décembre 1964.
- La femme dans le dessin, Galerie Jean-Claude Bellier, Paris, 1969.
- Peintures modernes - Bernard Buffet, Philippe Cara Costea, Jean Commère, Paul Guiramand, Jean Jansem, André Marchand, André Minaux, Georges Rohner, Claude Weisbuch, Hôtel historique de François Ier, Orléans, décembre 1976.
- Salon Thomson-CSF, Cholet, 1977, 1980.
- Salon d'Angers, à partir de 1981.
- Hommages à Jean Commère, René Thomsen, Franck Innocent et Marthe Orant, Centre Paul-Gauguin, Pont-Aven, 1989.
- De Bonnard à Baselitz - Dix ans d'enrichissements du cabinet des estampes, 1978-1988, Bibliothèque nationale de France, 1992[13].
- Artistes et présidents - Jean Commère, Antoniucci Volti, Édouard Georges Mac-Avoy, Jean Carzou, Roger Chapelain-Midy, André Hambourg, Jean-Pierre Alaux, Arnaud d'Hauterives, Gaston Sébire, Jean Cluseau-Lanauve…, salle Chemellier, Angers, octobre-novembre 1998[14].
- Années 50 - L'alternative figurative, musée d'Art Roger-Quilliot, Clermont-Ferrand, juin-décembre 2007[15].
- Tableaux de verre, verres de lumière (l'art du gemmail), Halle du verre, Claret, mai-octobre 2012[16].
- Œuvres de Luis Molné, Jean Carzou, Jordi Bonàs, Jean Commère..., L'Artelier, Drancy, 2013.
- Soli-séries d'une collection, Festival estival de Trélazé, Anciennes écuries des ardoisières (Espace d'art contemporain), Trélazé, juin-août 2015.
- Les insoumis de l'art moderne, Musée Mendjisky-Écoles de Paris, octobre-décembre 2016[17].
- La Jeune Peinture, Musée Baron-Martin, Gray (Haute-Saône), juillet-octobre 2017[18].

## Réception critique
- « Son style nerveux l'apparente au "Baroque" des meilleures époques. Il est pour nous, parmi les jeunes, le "maître des jaunes". » - René Barotte[19]
- « Pour lui, la douceur angevine n'est pas un mythe. Le sentiment qu'il en a explique ses recherches picturales. Commère est, en effet, un chercheur. On a dit de lui qu'il était le peintre du jaune parce qu'il fut le premier à peindre des tableaux entièrement de cette couleur. Mais il exécute souvent des toiles polychromes ou même réduit sa palette au bleu et au noir. Sa principale préoccupation consiste à trouver un style qui concilie le fond et les formes, la couleur et le dessin. » - Yvon Taillandier[6]
- « L'œuvre de Commère est profondément engagée, dans le haut sens du mot, et dans le seul qui doive concerner l'artiste. Sa force et son ardeur sont de l'homme qui la crée, à chaque instant de sa création, à chaque matérialisation, devenue perceptible, d'une émotion, d'un rêve, d'une émotion, d'un rêve, d'une vibration profonde dont tout l'être a d'abord frémi. » - Maurice Genevoix[20]
- « Son art, presque plus proche du dessin que de la peinture, s'articule autour de teintes jaunes acidulées qu'il emploie sans modération. » - Patrick-F. Barrer[11]
- « ...L'un des peintres majeurs de notre génération... Il était un maître que l'éblouissante aisance qu'il manifestait en toutes réalisations n'empêchait pas d'être profond quand le sujet traité l'exigeait. Et puis, à ses étincelantes qualités de peintre, il convient d'ajouter les non moins exceptionnels mérites du dessinateur qu'il fut, ce qui lui permit d'être également un graveur comme en compte fort peu chaque génération. En somme, un artiste vraiment complet. » - Michel Ciry[21]
- « Sa palette s'est éclaircie dans les jaunes et dans les verts avec les années, sa touche s'est allégée, sa composition laisse une grande place aux fonds blancs. Un style aisé qui donne une rare séduction à ses portraits, à ses sous-bois et à ses paysages d'eau. » - Gérald Schurr[22]
- « Après des œuvres de jeunesse, réalisées dans une pâte épaisse de tons purs, aux sujets cernés, débute la "période jaune". Paysages ou personnages apparaissent éclairés d'or, pâle ou chaud, transcendés par les enchantements de la lumière. Des toiles presque monochromes qui témoignent des exceptionnelles qualités d'un dessinateur qui compte au nombre des plus talentueux de sa génération. Son trait, nerveux, sensible, aigu, renvoie indéniablement à Francis Gruber, artiste qu'il admire tout particulièrement. Convaincu de la supériorité de la figuration, Commère ne sera jamais tenté par les sirènes de l'abstraction, même s'il prend conscience, les dernières années de sa vie, de la marginalisation de ses convictions dans un Paris ouvert à d'autres visions. » - Êric Mercier[15]

## Prix et distinctions
- Prix Othon-Friesz, 1952[11].
- Chevalier des arts et des lettres, 1958.
- Prix "À une peinture", Salon des peintres témoins de leur temps, 1963.
- Prix de la Biennale de Trouville, 1972.
- Prix Francis-Smith, 1974.
- Officier de l'Ordre des arts et lettres, 1978.
- Grand prix international du Gemmail d'art sacré, 1978.

## Musées

### États-Unis
- Boston, Musée des beaux-arts.
- Houston.

### France
- Angers, musée des beaux-arts, Le faisan, huile sur toile 97x146cm[23].
- Lanobre, Château de Val.
- Orléans, musée des beaux-arts.
- Paris, Musée d'art moderne de la ville de Paris[23] :
  - Le mécanicien de banlieue, huile sur toile 130x162cm, 1953.
  - Le Vel d'Hiv, huile sur toile 150x180cm, 1957.
  - Chez un orfèvre, huile sur toile 208x142cm, 1958-1959.
  - Arrière-port de Doëlan, huile sur toile 65x92cm
  - Village de Denée (Maine-et-Loire), huile sur toile 61x50cm..
- Paris, Département des estampes et de la photographie de la Bibliothèque nationale de France[13].
- Puteaux, Fonds national d'art contemporain, dont dépôts[23] :
  - Le port de Doëlan, huile sur toile 54x81cm, 1951, préfecture de l'Indre, Châteauroux.
- Rodez, musée Denys-Puech, Paysage, huile sur toile 73x100cm, vers 1955[23].
- Tours, musée du Gemmail.

### Italie
- Cité du Vatican, Rome.

### Royaume-Uni
- Birmingham Museums Trust (en)[24].

### Suisse
- Genève, Petit Palais.
- Pully, Musée d'art.

## Autres collections publiques
- Collégiale Notre-Dame de Crécy-la-Chapelle (Seine-et-Marne), Descente de Croix, huile sur toile.
- Chapelle du Moulin de Vauboyen, Bièvres (Essonne), Nativité, huile sur toile.
- École Jean-Commère, Le Plessis-Feu-Aussoux, Suzanne Commère en salle de classe, huile sur toile.
- Archives départementales de Seine-et-Marne, Dammarie-les-Lys, L'ombre portée, encre[25].

## Collections privées
- Nathan Cummings.
- Jean Gabin.
- William Holden.
- Vivien Leigh.
- Gregory Peck.
- Madeleine Robinson.